# Hair of the Dog
Hair of the Dog ist das sechste Studioalbum der schottischen Hard-Rock-Band Nazareth.

## Album
Das Album wurde 1974 und 1975 in den Escape Studios im englischen Kent und AIR London Studios aufgenommen und erstmals vom Nazareth-Gitarristen Manny Charlton produziert. Bei den drei vorherigen Alben zeigte sich der Deep Purple Bassist und auch als Musikproduzent tätige Roger Glover verantwortlich. Mit weltweit über eine Million verkauften Einheiten erreichte „Hair of the Dog“ in Kanada Goldstatus (CRIA) und 1992 in den USA Platin (RIAA). Es ist bis heute das erfolgreichste Album Nazareths. Der ursprüngliche Titel „Son of a Bitch“ wurde von ihrer Plattenfirma Mooncrest verworfen, weil sie Konflikte mit dem amerikanischen Musikmarkt vermeiden wollten. Nazareth nannte schließlich den Titel in „Hair of the Dog“ um, obwohl diese Worte im Text gar nicht vorkommen, während die Songzeile “Now you’re messing with a son of a bitch” oft wiederholt wird. Dan McCafferty beschrieb in einem Interview den Songtitel „Hair of the Dog“ als Wortspiel für „Son of a Bitch“ im Sinne von: „hair of the dog“ = „heir of the dog“ (dt. in etwa: Hundesohn) = „son of a bitch“ (Hurensohn).
Die Single „Hair of the Dog“ wurde schließlich in den USA als B-Seite von „Love Hurts“ veröffentlicht. Love Hurts ist bis heute die erfolgreichste Single Nazareths. Das Albumcover wurde von dem Illustrator Dave Roe entworfen und zeigt einen dreiköpfigen Höllenhund der sich aus dem Meer erhebt, umsäumt von zahlreichen im Wasser schwimmenden Totenköpfen.

## Singles
Die Ballade Love Hurts war in der europäischen Version des Albums von „Hair of the Dog“ nicht enthalten und wurde als Non-Album Single mit einer Interpretation des Randy Newman Gospel & Soul Songs „Guilty“, als B-Seite veröffentlicht. Die beiden weiteren vom Album unabhängigen Singles, „Holy Roller“ und „My White Bicycle“ wurden später im Jahr als Veröffentlichung nachgeschoben. Spätere Reissue-CDs von „Hair of the Dog“ beinhalten alle Non-Album Singles und einige BBC-Live-Aufnahmen als Bonus Material.

## Stil und Einfluss
Stilistisch steht das Album „Hair of the Dog“ als Standardwerk des frühen Hard Rocks mit deutlichen Bezug zum Blues und wurde vom Magazin Rolling Stone (2014) auf Platz 98 der Liste der 100 besten Metal- und Hardrock-Alben aller Zeiten gewählt.
Donald A. Guarisco von AllMusic beschrieb das Album zwischen geradlinigen Hardrock und experimentellen Songs, wie „Beggars Day“ von Nils Lofgren oder den fast 10 Minütigen Titel Please Don’t Judas Me mit Synthesizer unterlegt und einer im Pink Floyd Stil gespielten Gitarre.
Der Song Hair of the Dog wurde von verschiedenen Künstlern gecovert, wie Guns n’ Roses, Britny Fox und Warrant. 2007 nahm die Band Kid Ego ein Cover mit Nazareth im Background auf. Der Song wurde auch für einige TV-Spots (z. B. "Dodge") verwendet und im Videospiel GTA IV eingesetzt. Er ist auch als Soundtrack im Jim Carry Film "Dumm und Dümmer (2014) zu hören.

## Trivia
„Hair of the Dog“, kurz für „Hair of the dog that bit you“, steht im englischen Sprachraum auch für die Minderung der Symptome eines Katers nach dem übermäßigen Genuss von Alkohol. Eine Praktik, die in Deutschland als Konterbier bekannt ist.

## Titelliste (UK Version, 2022)
(Quelle: )
1. Hair of the Dog (McCafferty/Charlton/Agnew/Sweet)
2. Miss Misery (McCafferty/Charlton/Agnew/Sweet)
3. Guilty (Newman)
4. Changin’ Times (McCafferty/Charlton/Agnew/Sweet)
5. Beggars Day (Nils Lofgren)
6. Rose in the Heather (McCafferty/Charlton/Agnew/Sweet)
7. Whiskey Drinkin’ Woman (McCafferty/Charlton/Agnew/Sweet)
8. Please Don’t Judas Me (McCafferty/Charlton/Agnew/Sweet)

Bonus Tracks
1. Love Hurts (Bryant)
2. My white Bicycle (Hopkins, Burgess)
3. Holy Roller (McCafferty/Charlton/Agnew/Sweet)
4. Railroad Boy (McCafferty/Charlton/Agnew/Sweet)
5. Hair Of The Dog (BBC Live Recording) (McCafferty/Charlton/Agnew/Sweet)
6. Holy Roller  (BBC Live Recording) (McCafferty/Charlton/Agnew/Sweet)
7. Teenage Nervous Breakdown (BBC Live Recording) (Lowell George)
8. This Flight Tonight (BBC Live Recording) (Joni Mitchell)
9. Road Ladies (BBC Live Recording) (Frank Zappa)